# Siwa Przehyba
Siwa Przehyba (też: Niżnia Przehyba, słow. Priehyba, 1655 m, według wcześniejszych pomiarów 1640 m lub 1651 m) – przełęcz w południowej grani Siwego Wierchu w słowackich Tatrach Zachodnich, pomiędzy Siwym Wierchem (1805 m) a Małą Ostrą (1710 m). Zachodnie stoki opadają do Doliny Suchej Sielnickiej, wschodnie do Doliny Bobrowieckiej Liptowskiej i wcina się w nie żleb Rokitowiec, zwany też Rokitowym Żlebem. Rejon przełęczy zbudowany jest ze skał wapiennych i porastający stopniowo kosodrzewiną.

## Szlaki turystyczne
zielony: rozdroże pod Tokarnią – rozdroże pod Babkami – Babki – Przedwrocie – Siwy Wierch. Czas przejścia: 4:50 h, ↓ 4 h